# Estación Egaña
Egaña es una estación ferroviaria ubicada en el pueblo homónimo, unos 15 km en línea recta al sur de la capital del partido: la ciudad de Rauch del Partido de Rauch, en la Provincia de Buenos Aires, Argentina.

## Toponimia
La estación lleva el nombre de la familia Egaña, que cedió los campos para su construcción.

## Historia
Es una pequeña estación de ferrocarril del ramal perteneciente al Ferrocarril General Roca, que se extiende desde la estación Las Flores, hasta la estación Tandil y que recorre 151 km.

La construcción del ramal Las Flores-Tandil fue otorgado por el gobernador de la Provincia de Buenos Aires, doctor Máximo Paz a la empresa Ferrocarril del Sud, el 27 de julio de 1888.
El contrato fue suscripto en la ciudad de La Plata, el 29 de agosto de ese año, quedando la ejecución de las obras a cargo de la mencionada empresa.
Andrés Egaña, un acaudalado estanciero de la zona, fue quien cedió el terreno en donde se edificó la estación. La familia Egaña-Díaz Vélez fue la propietaria de los campos ubicados en el sur de la primitiva estancia "El Carmen" que perteneciera al general de la Independencia Argentina Eustoquio Díaz Vélez, limítrofes al partido de Tandil.
La estación llegó a tener un importante movimiento comercial hasta mediados del siglo XX. Lindante a ella comenzaba hacia el norte la estancia "El Carmen", propiedad del rico estanciero don Eustoquio Díaz Vélez, hijo del general nombrado.
El primer tren que pasó por la estación Egaña lo hizo el 1 de agosto de 1891.
La estación trajo una verdadera revolución a todo el pago ya que los tiempos se acortaron enormemente y la mayoría de los productos y servicios se comercializaban a través de este medio de transporte.
A partir de la segunda mitad del siglo XX los servicios ferroviarios estatizados comenzaron a ser más deficientes y el ferrocarril empezó un período de paulatina decadencia. Ello fue una de las causales de la disminución de la población y actividades del pueblo de Egaña.
A ello se le sumó, en 1958, la expropiación de la estancia "San Francisco", ubicada en las cercanías de la estación Egaña, de propiedad de María Eugenia Díaz Vélez, con el propósito de fundar una colonia agropecuaria. La expropiación incluyó al casco de la estancia: el castillo San Francisco, uno de los más bellos de la provincia. La aplicación de estas políticas públicas no sirvieron para impulsar y dinamizar las actividades en el pago sino que el mismo entró en un proceso de larga decadencia.

## Servicios
Se encuentra actualmente sin operaciones de pasajeros. Por sus vías transitó el servicio Constitución-Tandil de la empresa Ferrobaires entre 2012 y el 30 de junio de 2016.
Sus vías están concesionadas a la empresa privada de cargas Ferrosur Roca.